# Kościół św. Anny w Skrwilnie
Kościół świętej Anny – rzymskokatolicki kościół parafialny należący do dekanatu Rypin diecezji płockiej.
Obecny kościół został wzniesiony na początku XIX wieku i reprezentuje styl późnoklasycystyczny. Jest to trzecia z kolei budowla stojąca na tym miejscu. Wnętrze świątyni to prawdziwe bogactwo zabytków sztuki sakralnej. Do wyposażenia kościoła należy Droga Krzyżowa składająca się z 14 dużych płaskorzeźb, znajdujących się w pięknych ramach oraz witraże i freski. 
Świątynia jest murowana i wybudowana z cegły. W latach 1888–1994 została rozbudowana według projektu architekta Gocławskiego. Wyposażenie świątyni reprezentuje styl neogotycki.

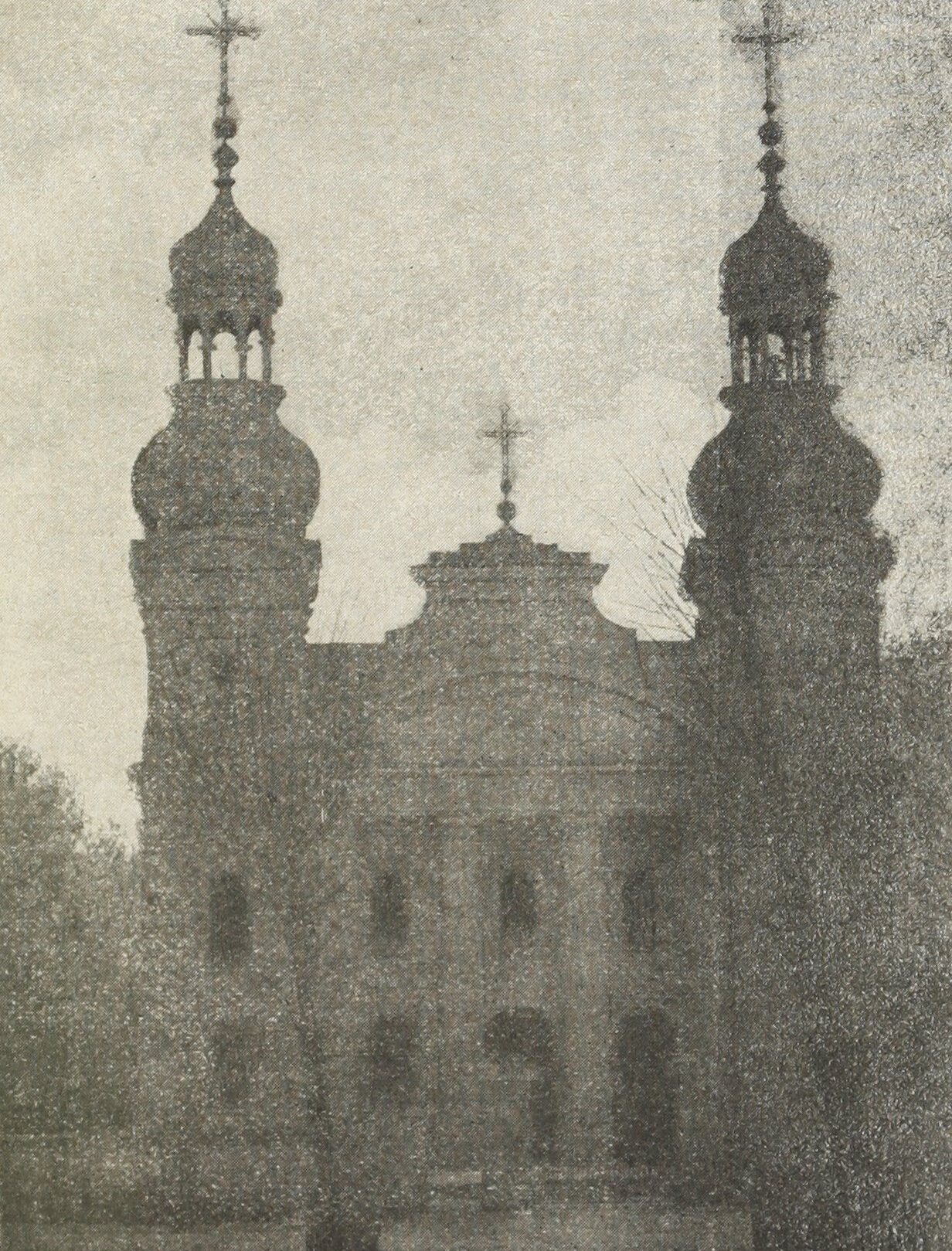
Widok kościoła przed 1909